# (2104) Toronto
(2104) Toronto est un astéroïde de la ceinture principale.

## Description
(2104) Toronto est un astéroïde de la ceinture principale. Il fut découvert le 15 août 1963 à Tautenburg par Karl W. Kamper. Il fut nommé en honneur de l'Université de Toronto. Il présente une orbite caractérisée par un demi-grand axe de 3,19 UA, une excentricité de 0,12 et une inclinaison de 18,4° par rapport à l'écliptique.

## Compléments